# Хотел Метропол
Хотел „Метропол“ се налази у Београду, на територији градске општине Палилула. Подигнут је у периоду од 1954. до 1958. године, по пројекту архитекте Драгише Брашована и представља непокретно културно добро као споменик културе.
Хотел се налази близу центра Београда (општина Палилула) са погледом на Ташмајдански парк, близу Правног факултета, цркве Св. Марка, Вуковог споменика и трга Славије. Репутацији хотела су допринели гости из разноликог света знаменитих личности, од врхунских уметника и филмских звезда, до државника и револуционара. У београдском Метрополу одседали су Луј Армстронг, Елизабет Тејлор, цар Хајле Селасије, Че Гевара и многи други. Отворен 1957. године, Метропол је данас један од три хотела у Београду са пет звездица, али се од осталих разликује својом богатом традицијом и историјом. Metropol Palace припада ланцу Старвуд, а бренду Luxury Collection.

## Историјат
Економско-комерцијална висока школа је 1940. планирала да на плацу између Правног факултета и Универзитетске библиотеке подигне своју зграду, палату са три спрата.
Када су Метрополу 1949. ударени темељи, зграда је првобитно била намењена Дому Централног комитета Народне омладине Југославије. Омладинци су је и градили: у децембру 1949, по великој хладноћи, Војвођанска бригада је излила плочу за приземље и бетонске носаче за целу зграду. Омладинци из Мостара су подигли први и други спрат, Ресавска бригада трећи и четврти, Јадранска пети а у лето 1950, Чачани су радили на седмом и осмом спрату и стављању зграде под кров - радило се и ноћу.
Али, здање од преко 50.000 квадратних метара показало се као мегаломански пројект за организацију чији је значај опадао како су расли наговештаји демократизације државе у чијој је престоници Метропол отворен. Било је то доба после 1948. године, политичког раскида социјалистичке Југославије са Совјетским Савезом. Зато је одлучено да је локација у једном од најпрометнијих делова Београда идеална за луксузни хотел који би био понос Југославије. Тешку дужност да зграду, предвиђену за високу партијску администрацију, претвори у репрезентативни хотел, добио је водећи београдски архитекта Драгиша Брашован (у међувремену се размишљало да зграду добије Радио Београд, Народни одбор Београда или Архитектонски факултет). Дочек нове 1958. године хотел је организовао у свим дворанама, оглас од 11. јануара обавештава да је отворен бар "Метропол" (певају Иво Робић и једна певачица) а председник Тито 18-тог увече доводи индонежанског председника Сукарна.
Метропол је у време социјализма постао много више од хотела. Био је источни прозор у западни свет, где су одседали славни гости о којима су Београђани до тада могли само да читају у новинама. Најзначајније светске личности шездесетих и седамдесетих година, попут глумаца Ентонија Квина и Брижит Бардо, редитеља Виторија де Сике и небројених државника попут Нехруа из Индије, Насера из Египта, Николаја Чаушескуа из Румуније, Леонида Брежњева из Совјетског Савеза, били су редовни и виђени гости хотела. У време одржавања Конференције шефова држава и влада несврстаних земаља 1961. на пријему у Метрополу присуствовало је 30 шефова држава и влада и три хиљаде званица. Са Битефом, Белефом, Фестом и фестивалом Радост Европе широко су се отворила врата несврстаног Београда најбољима из света позоришта, филма, музике и ликовне уметности. У Метрополу је револуционар Че Гевара могао да сретне превратничке позоришне уметнике Џулијана Бека и Џудит Малину, а светски пустолов Санчез да упозна глумца који ће га играти у неком будућем филму. Ту су крунисане главе и некрунисани председници са далеких континената водили неформалне разговоре на маргинама Покрета несврстаних. У апартманима Метропола славни глумци Софија Лорен, Ђина Лолобриђида и Роберт де Ниро учили су текстове за сутрашње снимање, а непоновљиви Алфред Хичкок прекршио је дијету прослављајући успех свог филма. У књизи гостију исписана је невероватна прича уживања уз имена светских милијардера, председника, музичара, глумаца, дипломата... „Музика моје младости”, чувене игранке у Метрополу, су биле пример места са префињеном, али опуштеном атмосфером, својственом овом делу Европе.
Данас се историја хотела наставља на највишем степену, одржавањем бројних манифестација. У 2002. години, велики пожар је захватио хотел који је комплетно уништио последња два спрата. Остатак хотела је остао отворен кроз наредне године. Хотел је затворен 2007. године због комплетног реновирања и отворен је опет у јуну 2012. као хотел са 5 звездица. У јесен 2012. је званично постао члан хотелског ланца Старвуд, под луксузном категоријом. Реновирани хотел је битно унапредио хотелску инфраструктуру Београда, нудећи јединствене услуге које ће омогућити Београду да привуче важне интернационалне догађаје. Комплетна улагања у реновирање, укључујући откупну цену је била приближно 120 милиона евра.

## Достигнућа
Метропол са поносом подржава развој културне сцене у Београду. Од настанка међународног филмског фестивала Фест до данас, Метропол је био хотел који је смештао све најчувеније госте и обезбеђивао светски ниво услуге чувеним филмским звездама и редитељима попут Ђине Лолобриђиде, Кирка Дагласа, Романа Поланског и многих других. Данас се та сарадња наставља.
Метропол Палаце је покровитељ и сарадник Народног позоришта у Београду. Посебно је поносан и на годишњу сарадњу у организацији Фабрика Charity Fashion Show. Као пројекат за Нову годину, Хотел Метропол Палаце донирао је новогодишње пакетиће и ваучере за гардеробу деци из Прихватилишта. Метропол Палаце је потпуно оријентисан на имплементирање што већег броја стандарда за очување животне средине, тако да осим система за рециклажу, поседује и еколошки оријентисан програм за госте, који, уколико то желе, могу да помогну у уштеди утрошка енергије и смањењу загађења током боравка у хотелу.

## Занимљивости
- Мноштво Београђана је сатима 1959. узалуд чекало Луја Армстронга испред улаза у хотел, питајући се зашто славни музичар стално седи у хотелској соби. За то време, велики Сачмо је улазио и излазио у хотел кроз гаражу.
- Метропол је скраћени облик старогрчке речи метрополис, која се састоји од речи метер, мајка и полис, град. У Хелади су се метрополама назвали градови-матице који су имали колоније, а данас ова реч значи „град који је центар јавног живота или неке делатности”.
- Ниједан свечанији пријем у Белом и Старом двору није могао да прође без хране из Метропола, док се мишљење шефа Метрополове кухиње Мартина Ћозе узимало у обзир приликом састављања државничких менија за све оброке од Бриона и Бледа до Београда.
- Током посете краљице Елизабете Београду 1972. целокупан свечани ручак и сви послужитељи били су из Метропола јер су само они испуњавали стандард врхунске услуге за високу гошћу.
- Титови бројни новогодишњи дочеци у Метрополу постављали су стандард прослава у Београду. Хотел је нудио и другу разоноду, од најлуксузнијег казина у граду током ‘60-их, до најбољег стриптиз клуба током ‘70-их и бројних познатих дискотека и клубова у наредним деценијама.
- Кирк Даглас је неком приликом менаџеру Метропола похвалио особље: „Јутрос сам се у фоајеу испричао са једним службеником хотела. Невероватно колико је знао о светском и српском позоришту.” Славни глумац није знао да је, заправо, разговарао са Јованом Ћириловим, чувеним српским театрологом.[5]